# Daniel Gerlach

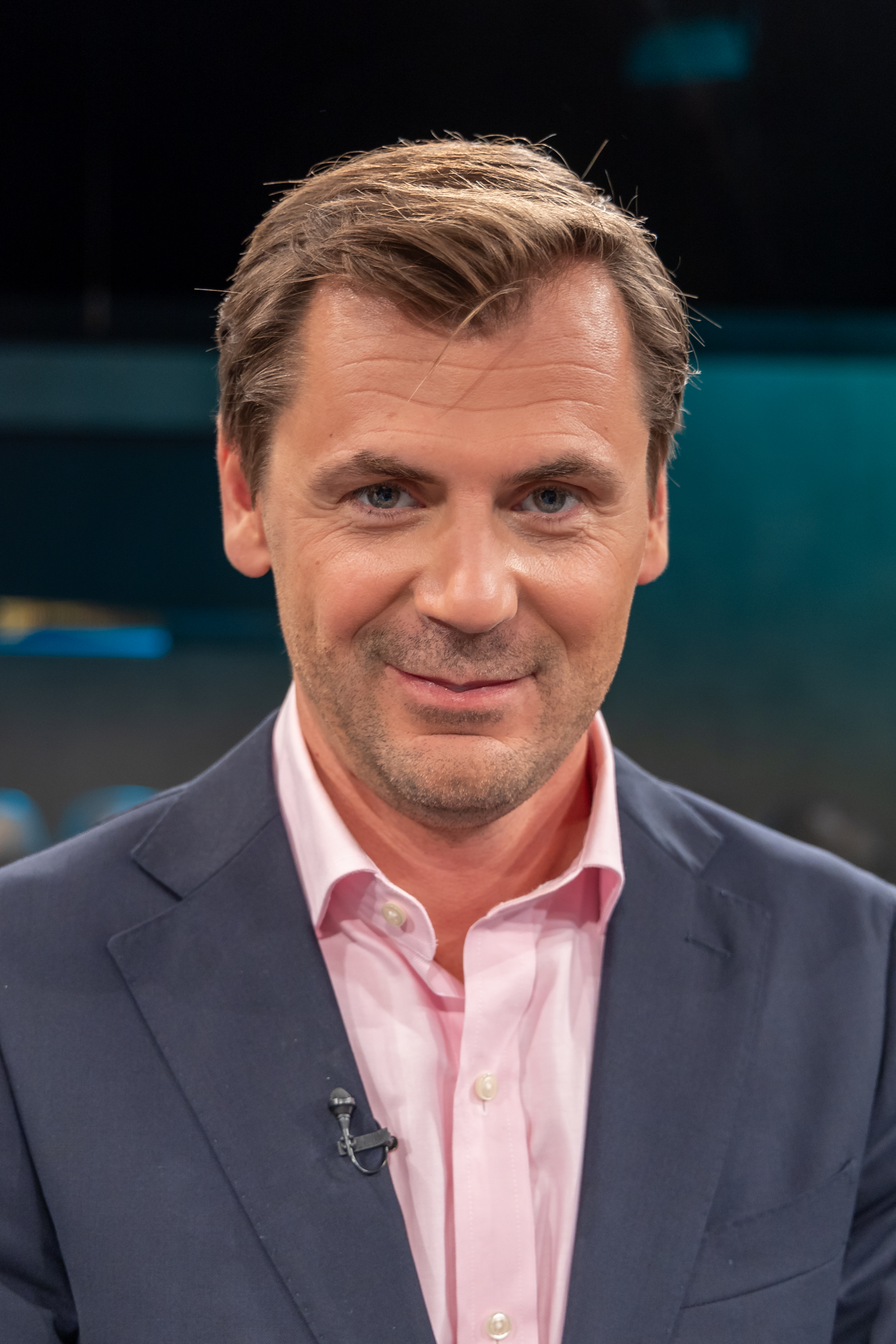
Daniel Gerlach, 2024

Daniel Gerlach (* 1977 in Wuppertal) ist ein deutscher Autor, Publizist, Orientalist und Nahost-Experte. Er ist Mitherausgeber und Chefredakteur des Magazins zenith.

## Leben
Gerlach studierte unter anderem an den Universitäten Hamburg und Paris IV Sorbonne, wo er einen Magister artium in den Fächern Geschichte und Orientalistik (2005) bzw. eine Licence d’histoire (2001) erlangte. Zu seinen Lehrern zählten der Nahost-Historiker Helmut Mejcher und der Orientalist Gernot Rotter.
Aus seiner wissenschaftlichen Abschlussarbeit entstand eine Monografie zu den Wechselbeziehungen zwischen den beiden deutschen Staaten und dem Nahen Osten in der Zeit des Kalten Krieges und des aufkommenden internationalen Terrorismus mit dem Titel Die doppelte Front: Die Bundesrepublik Deutschland und der Nahostkonflikt (1967–1973).
Während seines Studiums gründete Gerlach 1999 gemeinsam mit Kommilitonen im Fach Islamwissenschaft der Universität Hamburg das Magazin Zenith (damals mit dem Zusatz Zeitschrift für den Orient). Anspruch war, eine Zeitschrift zu schaffen, die eine differenzierte, fachlich fundierte, aber an eine breite Öffentlichkeit gerichtete Berichterstattung über die muslimische Welt bieten soll.
Nach seinem Studium war Gerlach unter anderem als Autor und Regisseur von Fernsehdokumentationen zu Kultur und Geschichte des Vorderen Orients im Auftrag des Zweiten Deutschen Fernsehens tätig. Er schrieb auch als freier Mitarbeiter für überregionale Zeitungen und Magazine, darunter die Frankfurter Allgemeine Zeitung und Die Welt.
2008 gründete Gerlach gemeinsam mit zwei weiteren Zenith-Herausgebern die Deutscher Levante Verlag GmbH, in deren Programm das Magazin fortan erschien. Gerlach leitete turnusmäßig gemeinsam mit anderen Herausgebern die Zeitschrift und wurde 2012 gemeinsam mit Christian H. Meier deren Chefredakteur.
Seit 2013 leitet Gerlach gemeinsam mit dem Staatsrechtler Naseef Naeem das Beratungsinstitut zenithCouncil, das sich vornehmlich mit Fragen von Staatlichkeit und Recht in der arabischen Welt befasst.
2014 gründete Gerlach gemeinsam mit anderen Nahost-Experten, darunter der Publizist und Politologe, Abdelasiem El-Difraoui, die Candid Foundation gGmbH. Die Organisation versteht sich als unabhängiger Think-Tank und als Organisation zur Förderung der interkulturellen Beziehungen zwischen der Zivilgesellschaft in Europa und dem Mittelmeerraum. Dies soll auch mithilfe medialer und technologischer Innovation geschehen. Seit 2015 ist auch das Magazin Zenith ein Organ der Candid Foundation.
2015 erschien sein Sachbuch Herrschaft über Syrien – Macht und Manipulation unter Assad, in dem Gerlach Architektur, innere Kohäsionskräfte und Strategien der syrischen Regierung beschreibt.
Neben seiner analytischen und journalistischen Arbeit befasst Gerlach sich mit den Themen Kulturgeschichte und Archäologie und recherchierte unter anderem zu Raubgrabungen und zum illegalen Handel mit orientalischen Antiken. In einer Dokumentation des Senders arte zum Jubiläumsjahr Richard Wagners thematisierte er die orientalischen Einflüsse der Weltanschauung des Komponisten, die er als „Wagner-Religion“ bezeichnete.
Gerlach hält regelmäßig Vorträge über den Nahen Osten, er sprach unter anderem an den Universitäten King’s College London, Princeton, Oxford und Yale.
Gerlach berät die Initiative Nationaler Dialog im Irak und leitet dort eine europäische Expertengruppe. Im März 2017 wurde bekannt, dass Gerlach unter anderem gemeinsam mit dem Kriegsberichterstatter und Dokumentarfilmer Marcel Mettelsiefen, auch Mitarbeiter der Zeitschrift Zenith, und dem Schweizer Reporter Kurt Pelda auf einer Einreiseverbotsliste des syrischen Assad-Regimes steht.

## Positionen

### Die doppelte Front
In seiner Arbeit über die „doppelte Front“ versuchte Gerlach unter anderem nachzuweisen, dass die Bundesregierungen unter Kurt Georg Kiesinger und Willy Brandt, der unter Kiesinger zunächst Außenminister gewesen war, keine kohärente Nahostpolitik in der „verminten Region“ verfolgten. Beeinflusst vom Kalten Krieg, der Konkurrenz mit der DDR, dem historischen Verhältnis zu Israel und parteipolitischen Konflikten sei in Bonn vielmehr eine improvisierte und konzeptlose „Ad-hoc-Politik“ entstanden, die zur Konstante späterer Regierungen in Nahostfragen geworden sei. Die Rezension des Portals für Politikwissenschaft vermerkt, die deutschen Perzeptionen des Konfliktes seien nach Gerlach nachhaltig vom israelischen Sieg im Sechstagekrieg geprägt worden und hätten häufig auch „im Zeichen von Fehlwahrnehmungen gegenüber den arabischen Staaten gestanden“. Der ostdeutsche Arabist Wolfgang G. Schwanitz hält dagegen das Buch aufgrund mangelnder Quellenarbeit als Diplomatiegeschichte für inakzeptabel; das DDR-Kapitel wie auch manche andere Texte hielten keiner Prüfung stand. Gerard Bökenkamp hält dagegen die Darstellung der parteipolitischen Standpunkte und der Balancepolitik der Bundesrepublik für gelungen.

### Syrien
In seinem 2015 erschienenen Buch Herrschaft über Syrien, das von der Bundeszentrale für Politische Bildung angeboten wird, vertritt Gerlach unter anderem die These, dass die scheinbare Dysfunktionalität des syrischen Machtapparates (Parallelstrukturen, Unklarheiten in der Befehlskette) in Wahrheit die Stärke und Überlebensfähigkeit der Assad-Regierung befördert habe. Gerlach fordert unter anderem eine stärkere Hinwendung der internationalen Gemeinschaft zu jenen Bevölkerungsgruppen, die sich weder von der Regierung noch der Opposition vertreten fühlten. Nach der bpb ist das Buch, „neben fundierter politischer Analyse, auch ein Lehrstück über Despotie und autoritäre Herrschaftstechniken“.
In dem Buch thematisiert Gerlach auch die strukturellen Parallelen zwischen der Assad-Regierung und dem sogenannten Islamischen Staat.
In seiner Methodik beruft sich Gerlach unter anderem auf den französischen Soziologen und Syrienforscher Michel Seurat, der 1985 in Beirut von der Organisation Islamischer Dschihad entführt wurde und ein Jahr später in Geiselhaft starb.
Die sechs großen Machtblöcke seien zu keiner konstruktiven Zusammenarbeit in der Lage. Er vertritt eine Lösung des dritten Weges: Man ,müsse eben jene Bevölkerung erreichen, die sich noch auf syrischem Territorium befindet und dem Assad-Regime aktiv oder passiv diene. Aus diesem Bevölkerungsteil müssten eigene Kräfte hervorgehen, die eine Alternative zu den aktiven Kriegsparteien bilden und einen Waffenstillstand nach ihren eigenen Bedürfnissen aushandeln. „Und dafür müssen sie mit politischen Garantien internationaler Mächte rechnen können.“

### Islamischer Staat in Syrien
Im Zuge der Auseinandersetzung um den sogenannten Islamischen Staat kritisierten Gerlach und die Forschungsgruppe zenithCouncil die Annahme, es handle sich dabei um einen Staat oder ein „Staatsbildungsprojekt“. Die Diskussion sei vielmehr Ausdruck einer Beliebigkeit im Umgang mit der Frage, was im Nahen Osten überhaupt ein Staat sei und welche Aufgaben dieser zu erfüllen habe. Stattdessen sei es sinnvoller, von einer „permanent kriegführenden Besatzungsmacht“ mit „imperialen“ Ansprüchen zu sprechen. Das Regime Assads und der IS koexistierten und seien abhängig voneinander. Die Terrormiliz werde aus taktischen Gründen gebraucht, meinte Gerlach 2016. „Sie befinden sich in einem taktischen Gleichgewicht, an dessen Auflösung keine der beiden Seiten ein Interesse hat. Allerdings ist dieses Interesse gegenüber den eigenen Anhängern äußerst schwer zu kommunizieren, weshalb sich die beiden Regime hin und wieder gezwungen sehen, ihre Truppen gegeneinander ins Feld zu führen und, wenn es taktisch opportun erscheint, mutwillig zu opfern.“

### Schiitische Milizen
In einer Analyse zum Phänomen schiitischer Milizen und der Al-Haschd asch-Schaʿbī kritisiert Gerlach die Verwendung des Begriffes Dschihadismus in diesem Zusammenhang. Ausgehend von der Widerstandsideologie und Handlungsweise dieser Gruppen sei die Wortschöpfung „Muqawamismus“ passender. Nach der Tötung des iranischen Generalmajors Qassem Soleimani, des Kommandeurs der Qods Streitmacht, am 3. Januar 2020 im Irak sowie dem iranischen Raketenbeschuss auf eine US-Basis wenige Tage später warnte Gerlach, dass mit weiteren Vergeltungsmaßnahmen schiitischer Gruppen gegen amerikanische Ziele zu rechnen sei. In der ZDF-Sendung Maybrit Illner erklärte er, der „schiitische Widerstand“ werde zeitlich unbegrenzt Rache nehmen und sei bedingt durch den Tod Soleimanis und des ebenfalls bei dem Angriff getöteten irakischen Milizenführers Abu Mahdi al-Muhandis nun weniger berechenbar. Außerdem äußerte Gerlach Zweifel an der Verteidigungsfähigkeit der amerikanischen Streitkräfte gegen iranische Raketen im Irak. Ende Januar 2020 wurde bekannt, dass die USA bis dahin keine Patriot-Luftabwehrraketen zur Sicherung ihrer Basen gegen ballistische Raketen installiert hatten.

### Gazakrieg 2023–2024/Palästinafrage
Seit dem Überfall der Hamas auf Israel am 7. Oktober 2023 und dem Beginn des Kriegs in Gaza kommentiert Gerlach regelmäßig das Geschehen in deutschen Medien, u. a. die internationalen Verhandlungsbemühungen um eine Waffenrufe um die in den Gazastreifen verschleppten Geiseln. Im ZDF plädierte er unter anderem für eine Unterscheidung zwischen „Nahostkonflikt“ und „Palästinafrage“. Gemeinsam mit dem Staatsrechtler Naseef Naeem entwarf Gerlach im November 2023 ein Szenario zur Beendigung des Kriegs in Gaza unter Einbindung einer multinationalen arabischen Sicherheitstruppe mit israelischen Sicherheitsgarantien. Ein Rat aus den großen palästinensischen Familien soll demnach eine Zivilverwaltung stellen. Der Plan fand Widerhall in den Medien und wurde u. a. in der saudischen Zeitung Okaz ausführlich diskutiert. Die für die Stiftung Wissenschaft und Politik tätige Politikwissenschaftlerin Muriel Asseburg kritisierte die Idee laut Süddeutscher Zeitung hingegen als „orientalistisch“.

### Sykes-Picot-Abkommen
Zur medialen sowie historischen Rezeption des Sykes-Picot-Abkommens äußert sich Gerlach kritisch. Eine breite Mehrheit an Journalisten und Wissenschaftlern betrachte die damalige französische und britische Mandatsherrschaft vom Zusammenbruch des Osmanischen-Reiches bis zum Ende des Zweiten Weltkrieges als Hauptursache für den Zerfall der staatlichen Strukturen seit dem Jahr 2011. Gerlach hält dem entgegen, dass innerhalb der französischen Interessenssphäre nur zu einem Teil zusammenhängende Gebiete getrennt worden seien. So hätten die Mandatsmächte darauf geachtet, den dortigen Kulturraum zu erhalten. Als weitere Faktoren, die neben dem Abkommen zu beachten wären, nennt der Nahost-Experte die damalige Minderheitenpolitik bzw. den Konfessionalismus der Osmanischen Verwaltung, das Aufkommen autoritärer Regierungen und eine fehlende kritische Aufarbeitung der eigenen Geschichte.

### Konfessionalismus vs. Sektarismus
In seinem Buch Der Nahe Osten geht nicht unter – die arabische Welt vor ihrer historischen Chance übt Gerlach Kritik an der weit verbreiteten Verwendung des Begriffs „Konfessionalismus“ zur Beschreibung von Gegensätzen oder Spannungen zwischen religiösen, konfessionellen, zum Teil aber auch ethnischen Gemeinschaften und Identitäten im Nahen Osten, insbesondere in Syrien und im Irak. Konfessionalismus werde den Phänomenen nicht gerecht und wecke vor allem Assoziationen an die deutschen Erfahrungen mit dem protestantisch-katholischen Gegensatz. Gerlach schlägt stattdessen vor, diese Phänomene als „Sektarismus“ zu bezeichnen, als Lehnwort aus dem Englischen sectarianism oder Französischen sectarisme und als Übersetzung des Arabischen ta’ifiya.

## Rezeption
Gerlach ist regelmäßig Gast in deutschen und internationalen TV-Medien. Der ZDF-Journalist Claus Kleber bezeichnete ihn als einen „der führenden deutschen Experten“ für den Nahen Osten und die muslimische Welt.
In einer Besprechung seines Buches Der Nahe Osten geht nicht unter in der Süddeutschen Zeitung nannte René Wildangel Gerlach einen „fast einsamen Rufer in der sprichwörtlichen Wüste der Nahostexperten“. Gerlach sei „ein hervorragendes Buch gelungen, das auf die übliche Besserwisserei verzichtet und hellsichtig und unterhaltsam Hintergründe beschreibt“.
2013 begleitete er als Host und Experte die Dokutainment-Reihe Auf der Flucht des Senders ZDFneo, in der sechs Deutsche entlang der Flüchtlingsrouten in den Irak und nach Äthiopien reisten. Die Verbindung von Unterhaltungssendung und Dokumentation stieß auf gespaltenes Medienecho und hatte zum Teil heftige Kontroversen zur Folge. Das Experiment bediene sich aus der Werkzeugkiste von Reality-Formaten, richtig entscheiden könne es sich nicht. Was immer wieder engagierte Reportage ist und durch informative Einspieler Kontext biete, wirke an anderen Stellen wie eine „Mischung aus billigem Polit-Magazin und Trash-Soap“. Dem „voyeuristischen Fressen für den Zuschauer“ werde versucht, „journalistisches Futter beizumengen“. Gerlach äußerte Verständnis für Kritik an Stil und Gestaltung der Sendung, verteidigte sie aber als Versuch, ein drängendes Thema außerhalb der kurzen Nachrichtenbeiträge in den Medien zu platzieren. Das Format wurde 2013 mit dem Deutschen Fernsehpreis prämiert.
2015 wurde der syrische Dichter Ali Ahmad Said Esber, genannt Adonis, zum Träger des Erich-Maria-Remarque-Friedenspreises der Stadt Osnabrück gewählt. Die Jury wollte ihn „für sein Eintreten für die Trennung von Religion und Staat, die Gleichberechtigung der Frauen in der arabischen Welt sowie für eine aufgeklärte arabische Gesellschaft ehren“. Mehrere Journalisten und Intellektuelle kritisierten dies, da Adonis sich „nicht entschieden genug“ von der Assad-Regierung distanziert habe. Gerlach hatte auf Bitten der Jury die Laudatio für Adonis übernommen und erklärte, dass er trotz der Kontroverse als Laudator zur Verfügung stehe.

## Veröffentlichungen (Auswahl)
- Die doppelte Front – Die Bundesrepublik Deutschland und der Nahostkonflikt 1967–1973. Lit Verlag, Berlin 2006, ISBN 3-8258-9399-5 (Zugl.: Hamburg, Univ., Magisterarbeit, 2005).
- Lord Haw Haw – Hitlers englische Stimme, ein dokumentarisches Hörspiel mit Ulrich Noethen (Mitautor Johann Buchholz). Random House Audio, 2006, ISBN 978-3-86604-115-8.
- Die Stunde der Schakale – die deutsch-israelischen Beziehungen während des Yom-Kippur-Krieges in der Nato-Krise 1973, in: Die deutsch-israelischen Sicherheitsbeziehungen: Vergangenheit, Gegenwart, Zukunft, hg. von Milena Uhlmann, Berliner Wissenschafts-Verlag, Berlin 2008, ISBN 978-3-8305-1569-2.
- Freud am Abbasidenhof? Die Sexualtheorie des Dichters Gahiz, in: Fremde, Feinde, Kurioses: Festschrift für Gernot Rotter, hg. von Benjamin Jokisch, Ulrich Rebstock, Lawrence I. Conrad, De Gruyter, Berlin 2009, ISBN 978-3-11-019232-2.
- (Hrsg.): Der Nahe Osten in 100 Köpfen – Biografisches Handbuch zu Gegenwart und Zeitgeschichte. (Mitherausgeber Christian H. Meier) Bundeszentrale für politische Bildung, Bonn 2012, ISBN 978-3-8389-0287-6.
- Männer, die auf Leichen starren – wie unser Bild vom Krieg in Syrien entsteht (Mitautor Nils Metzger), in: Aus Politik und Zeitgeschichte 8/2013, Bonn 2013, ISSN 0479-611X.
- (Hrsg. u. a.): Diktatur bewältigen – Aufarbeitung und Übergangsjustiz in Ägypten und Tunesien. forum zenith e.V., Berlin/Tunis 2013, ISBN 978-3-943737-01-1.
- Herrschaft über Syrien – Macht und Manipulation unter Assad. Edition Körber, Hamburg 2015, ISBN 978-3-89684-164-3.
- Algerien – im Land der Zeitungsleser, in: Handbuch Arabische Medien, hg. von Carola Richter und Abdelasiem El-Difraoui, UVK, Konstanz 2015, ISBN 978-3-86764-509-6.
- (Hrsg. u. a.): Atlas des Arabischen Frühlings – eine Weltregion im Umbruch, Bundeszentrale für politische Bildung, Bonn 2016.
- Plötzlich verantwortlich, in: Internationale Politik und Gesellschaft - IPG. Von Daniel Gerlach, 16. Juni 2017 / Близькосхідна Росія: як Москва опинилася перед вибором у сирійському конфлікті, 27 червня 2017 ukrainisch /
- Der Nahe Osten geht nicht unter – die arabische Welt vor ihrer historischen Chance. Edition Körber, Hamburg 2019, ISBN 978-3-89684-268-8.
- (Hrsg.): Das neue Libyen: Geschichten aus einem unbekannten Land. (Mitherausgeber Robert Chatterjee) Deutscher Levante Verlag, Berlin 2020, ISBN 978-3-943737-96-7.
- Die letzten Geheimnisse des Orients. Meine Entdeckungsreise zu den Wurzeln unserer Kultur, C. Bertelsmann, München 2022, ISBN 978-3-570-10480-4

## Filmografie
- 2005: Die Macht des Wissens: Marie Curie in Paris (mit Johann Buchholz)
- 2006: TerraX: Geheimakte Sakrileg. Das Rätsel von Rennes-le-Château (mit Georg Graffe)
- 2006: Imperium II: Sturm über dem Bosporus – das Osmanische Reich (mit Georg Graffe)
- 2007: Troja ist überall: Das Wunder am Indus (mit Christopher Gerisch und Andreas Sawall)
- 2008: Terra X: Imperium III: Wettlauf nach Ostindien (mit Georg Graffe)
- 2009: Terra X: Morgenland (Teile I und III)
- 2010: Terra X: Persien – Erbschaft des Feuers (mit Saskia Weisheit)
- 2010: Terra X: Imperium IV: Das Weltreich der Kalifen
- 2010: Wohin treibt der Islam? (mit Friedrich Klütsch)
- 2011: Ägypten – Geburt einer Großmacht (mit Susanne Utzt und Stefan Köster)
- 2011: Der zerbrechliche Traum – das Morgenland nach der Revolution (mit Dietmar Ossenberg und Andreas Lünser)
- 2011: Die Sieben Häupter des Johannes – auf den Spuren der Reliquien
- 2012: Diktatur bewältigen (mit Friedrich Klütsch)
- 2013: Erlösung dem Erlöser: Die Wagner-Religion
- 2022: Der Orient - Wiege des Christentums (ZDF, ARTE)
- 2024: Terra X: Auf den Spuren alter Kulte
- 2024: Terra X: Orient - Verborgene Welten des Islam
- 2024: Terra X: Geheimnisse des Orients - 1001 Legende (ZDF)
- 2024: Terra X: Geheimnisse des Orients - Mystische Orte
- 2024: Terra X: Die letzten Geheimnisse des Orients